# Peggy Fleming
Peggy Gail Fleming (San Jose, 27 juli 1948) is een Amerikaans voormalig kunstschaatsster. Ze nam deel aan twee Olympische Winterspelen: Innsbruck 1964 en Grenoble 1968. De drievoudig wereldkampioene werd in 1968 ook olympisch kampioen.

## Biografie
Nadat Peggy Fleming in 1964 zesde werd op de Olympische Winterspelen van Innsbruck zwoer ze terug te komen om in 1968 olympisch goud te winnen. Dat deed ze en na die tijd is ze een van de meest populaire kunstschaatsers geworden.
Op negenjarige leeftijd begon Fleming met schaatsen. Ze won in 1963 de westelijke statenkampioenschappen en veroverde in 1964 haar eerste nationale titel. Deze prijs verdedigde ze tot en met 1968 elk jaar met succes, en ze won de WK in 1966, 1967 en 1968. Vanaf 1965 werd ze op geen enkel kampioenschap meer verslagen. Na de Olympische Winterspelen van Grenoble omschreef zilverenmedaillewinnaar Gabriele Seyfert haar als 'een schaatser zonder zwakke punten, een pure ballerina'.
Fleming toerde na haar sportieve carrière als professioneel schaatser met de Ice Follies, Holiday on Ice en als sterartiest met de Ice Capades. Ze heeft diverse televisiespecials gemaakt, heeft gewerkt als commentator bij schaatswedstrijden en prees producten aan in reclamespotjes. Daarnaast zat ze in enkele besturen. In 1998 bleek ze borstkanker te hebben, waaraan ze succesvol is geopereerd. Hierna zette ze haar bekendheid in om kankeronderzoek te stimuleren. Fleming is gehuwd en heeft een zoon.

## Belangrijke resultaten
| Kampioenschap                  | 61/62 | 62/63 | 63/64         | 64/65         | 65/66         | 66/67         | 67/68         |
| ------------------------------ | ----- | ----- | ------------- | ------------- | ------------- | ------------- | ------------- |
| Olympische Spelen              |       |       | 6e            |               |               |               | Goud          |
| Wereldkampioenschap            |       |       | 7e            | Brons         | Goud          | Goud          | Goud          |
| Noord-Amerikaans kampioenschap |       |       |               | Zilver        |               | Goud          |               |
| Nationaal kampioenschap        |       |       | Goud          | Goud          | Goud          | Goud          | Goud          |
| NK junioren                    | (*)   | Brons | geen deelname | geen deelname | geen deelname | geen deelname | geen deelname |

(*) = bij de novice
1908: Madge Syers ·
1920: Magda Julin ·
1924: Herma Plank-Szabo ·
1928: Sonja Henie ·
1932: Sonja Henie ·
1936: Sonja Henie ·
1948: Barbara Ann Scott ·
1952: Jeannette Altwegg ·
1956: Tenley Albright ·
1960: Carol Heiss ·
1964: Sjoukje Dijkstra ·
1968: Peggy Fleming ·
1972: Beatrix Schuba ·
1976: Dorothy Hamill ·
1980: Anett Pötzsch ·
1984: Katarina Witt ·
1988: Katarina Witt ·
1992: Kristi Yamaguchi ·
1994: Oksana Bajoel ·
1998: Tara Lipinski ·
2002: Sarah Hughes ·
2006: Shizuka Arakawa ·
2010: Kim Yuna ·
2014: Adelina Sotnikova ·
2018: Alina Zagitova ·
2022: Anna Sjtsjerbakova
- International Standard Name Identifier: 0000 0000 2290 4239
- Library of Congress Control Number: n83073303
- MusicBrainz: a11fc8d7-5871-428c-9f17-c165d40ca356
- SNAC: w6v13jwb
- Virtual International Authority File: 35827783
- WorldCat: E39PBJdcCQqty6Ct7H9Qpx94bd